# Villers-Saint-Frambourg

Villers-Saint-Frambourg este o comună în departamentul Oise, Franța. În 1 ianuarie 2018 avea o populație de 553 de locuitori.